# Teerinen
Teerinen är en sjö i Finland. Den ligger i kommunen Kuhmo i landskapet Kajanaland, i den östra delen av landet, 500 km nordost om huvudstaden Helsingfors. Teerinen ligger 223 meter över havet. Den ligger vid sjön Viiksimonjärvi. Arean är 20,6 hektar och strandlinjen är 2,44 kilometer lång. Sjön  ingår i Uleälvens huvudavrinningsområde. 